# TuS Germania Lohauserholz-Daberg
Der TuS Germania Lohauserholz-Daberg (offiziell: Turn- und Spielverein Germania Lohauserholz-Daberg e. V.) ist ein Sportverein aus Hamm. Die Tischtennismannschaft der Frauen spielte fünf Jahre in der 2. Bundesliga.

## Geschichte
Der Verein wurde am 10. April 1910 als SuS Lohauserholz gegründet. Im Jahre 1919 fusionierte dieser mit dem im Jahre 1907 gegründeten Turnerbund Lohauserholz zum TuS Lohauserholz 07/10. Später wurde der Verein als TuS 1910 Lohauserholz-Daberg in das Vereinsregister eingetragen. Am 1. Juli 2013 kam es zur Verschmelzung mit dem Verein Germania Hamm. Dabei wurde die Germania aufgelöst, deren Mitglieder dem TuS Lohauserholz-Daberg beitraten. Gleichzeitig wurde der Vereinsname um das Wort Germania ergänzt. Neben Tischtennis bietet der Verein noch Fußball, Freizeit-, Leistungs- und Gesundheitssport, Badminton, Dance, Karate und Gesundheitskurse an.

### Tischtennis
Gegründet wurde die Tischtennisabteilung im Jahre 1947. Die Frauenmannschaft stieg im Jahre 1983 in die 2. Bundesliga West auf und wurde dort zwei Jahre später in der Aufstellung Britta Böckmann, Dagmar Dresselhaus, Elisabeth Kottmann und Ulrike Küper Meister. In der Aufstiegsrunde zur Bundesliga blieb die Mannschaft jedoch gegen die Reinickendorfer Füchse, den TV Groß-Linden und dem TTC Perlach punktlos. Mit 0:44 Punkten musste die Mannschaft 1989 aus der 2. Bundesliga absteigen. Seitdem spielen die Tischtennismannschaft nur auf regionaler Ebene.

### Fußball
Die Fußballer des TuS Lohauserholz spielte in der Saison 1952/53, von 1957 bis 1962 sowie in der Saison 1963/64 in der Bezirksklasse. Es folgten viele Jahrzehnte auf Kreisebene, wo die Mannschaft zwischen 1. und 2. Kreisklasse bzw. Kreisliga A und B pendelte. Erst im Jahre 2002 gelang die Rückkehr in die Bezirksliga, bevor die Lohauserhölzer direkt wieder absteigen mussten. Nach einer Vizemeisterschaft im Jahre 2010 hinter dem TuS Wiescherhöfen stieg die Mannschaft ein Jahr später wieder in die Bezirksliga auf.
Nach der Verschmelzung im Jahre 2013 ging es für den Verein nach oben. Nach einem dritten Platz im Jahre 2015 wurde die Mannschaft ein Jahr Vizemeister hinter der SpVg Beckum. Spielstätte ist seit 2011 die Sportanlage Am Hahnenbach, wo auf Kunstrasen gespielt wird.

## Persönlichkeiten
- Osman Köse
- Michael Lusch